# 旗津貝殼博物館
22°36′04.6″N 120°16′27.1″E / 22.601278°N 120.274194°E
旗津貝殼博物館位於中華民國高雄市旗津區旗津三路、旗津海岸公園遊客中心二樓，以貝殼和螃蟹的收藏而聞名。

## 沿革
旗津貝殼博物館於2000年9月11日在旗津海岸公園行政中心2樓成立。之後因為原址空間過小，高雄市政府於2009年對該館進行改建，並遷移至現址。2011年10月，改建完成的新館開始試營運。

## 特色
旗津貝殼博物館館藏貝殼種類超過2600種，展示約有2000多種貝類和約200種蟹類的標本（預定增加至3000種以上），5大天王貝殼全到齊，是台灣收藏貝殼種類最多的博物館。館藏多由住在高雄市的貝殼收藏者黃葛亮所提供。其中有被稱為活化石的鸚鵡螺和龙宫翁戎螺。鎮館之寶是全世界最大的「二枚貝」。

## 外部連結
- 旗津貝殼博物館的Facebook專頁
- 中華民國博物館學會介紹